# Peter Zmrzlík von Schweißing
Peter Zmrzlík von Schweißing „der Ältere“ (tschechisch Petr Zmrzlík ze Svojšína (starší)) († 14./16. August 1421) war böhmischer Adeliger, Mitglied des Königsrats und Münzmeister König Wenzels IV. Er stammte aus dem Adelsgeschlecht der Zmrzlík von Schweißing.
Der Günstling des böhmischen Königs war seit 1406 der Höchste Münzmeister des böhmischen Königreiches. Er übersetzte einige Werke aus dem Lateinischen in die tschechische Sprache. Er vertrat auch die Lehre des böhmischen Reformators Jan Hus, mit dem er eng befreundet war. Zu Beginn der Hussitenkriege kämpfte er an der Seite des Hussitenführers Jan Žižka. Kurz vor seinem Tod wurde er von den Hussiten zum Hauptmann von Kuttenberg ernannt.
Er war verheiratet mit Anna von Friedberg (Anna z Frymburka) und hinterließ drei Söhne Peter, Johann und Wenzel, denen er als Erbe Burg Worlik, Bresnitz, Kasejovice, Schlüsselburg, Karlsberg, Tochovice, Oheb, Wildstein und Schleb hinterließ.
| Personendaten    | Personendaten                                                                            |
| ---------------- | ---------------------------------------------------------------------------------------- |
| NAME             | Zmrzlík von Schweißing, Peter                                                            |
| ALTERNATIVNAMEN  | Zmrzlík von Schweißing, Peter der Ältere (vollständiger Name); Zmrzlík ze Svojšína, Petr |
| KURZBESCHREIBUNG | böhmischer Adeliger, Mitglied des Königsrats                                             |
| GEBURTSDATUM     | 14. Jahrhundert                                                                          |
| STERBEDATUM      | 14. August 1421 oder 16. August 1421                                                     |